# Resolución 53 del Consejo de Seguridad de las Naciones Unidas
La resolución 53 del Consejo de Seguridad de las Naciones Unidas, aprobada el 7 de julio de 1948, después de tomar en consideración un telegrama del Mediador de las Naciones Unidas enviado el mismo día de la sesión y hacer un llamamiento urgente a las partes interesadas para que acepten en principio la prolongación de la tregua durante el periodo que se decida en consultas con el Mediador.
La resolución fue aprobada con ocho votos a favor y ninguno en contra; la República Socialista Soviética de Ucrania, la Unión Soviética y Siria se abstuvieron.